# De bierkoning
De bierkoning is het 148ste stripverhaal uit de reeks van De Rode Ridder. Het is geschreven en getekend door Karel Biddeloo. De eerste albumuitgave was in 1993.

## Het verhaal
Hugo Pynnock die meier in Leuven is, besluit zijn populariteit te verhogen door een bierfeest te organiseren voor de inwoners. Er is een praalstoet door de stad, er zal een bierkoning verkozen worden en er wordt speciaal een nieuw bier gebrouwen door Magister Mordecaï. Ondertussen wordt Johan die onderweg is naar de stad, gevangengenomen door Demoniah. Zij probeert hem te verleiden tot het kwade, maar de ridder blijft Galaxa trouw. 

Terwijl Johan gevangen zit wordt ridder Diederik uitgeroepen tot “Bierkoning van Leuven” nadat hij de beste was op drie proeven. Deze proeven bestonden uit een behendigheidsproef (met een beker bier in de hand over een dunne koord de rivier oversteken), een snelheidsproef (zo snel mogelijk een beker bier leegdrinken) en een uithoudingsproef (zo veel mogelijk bier drinken).

Demoniah probeert het feestbier te vergiftigen, maar Johan kan haar handlangers Janus en Manus uitschakelen en op tijd ontsnappen om haar plannen te verijdelen.